# Хаџиме Моријасу
Хаџиме Моријасу (јап. 森保 一; 23. август 1968) бивши је јапански фудбалер.

## Каријера
Током каријере је играо за Санфрече Хирошима, Кјото Санга и Вегалта Сендај.

## Репрезентација
За репрезентацију Јапана дебитовао је 1992. године. За тај тим је одиграо 35 утакмица и постигао 1 гол.

## Статистика
| Јапан  | Јапан   | Јапан  |
| Година | Наступи | Голови |
| ------ | ------- | ------ |
| 1992.  | 7       | 0      |
| 1993.  | 15      | 0      |
| 1994.  | 4       | 0      |
| 1995.  | 5       | 0      |
| 1996.  | 3       | 1      |
| Укупно | 35      | 1      |